# Солнце восходит
«Солнце восходит» — фильм Metro-Goldwyn-Mayer (MGM) о  Лесси 1949 года.

## Сюжет
Бывшая оперная певица Хелен Лорфилд Винтер (Джанет Макдональд) арендует дом в маленьком городке Браши Гэп, в горах недалеко от Смоки, Блю Ридж, и Атланты, штат Джорджия, со своей собакой Лесси, после трагической гибели её сына. Там она знакомится с Джерри, молодым сиротой (Клод Джарман-младший). Её привязанность к Джерри растет, но, не желая детей так скоро после смерти своего сына, Хелен оставляет Браши Гэп, чтобы возобновить свою карьеру певицы. В это время Джерри попадает в реку и заболевает воспалением легких . Хелен возвращается в Браши Гэп, чтобы найти хозяина дома, Томаса Чандлера (Ллойд Нолан), который выхаживает Джерри. Вскоре после выздоровления Джерри, детский дом загорается, и Лесси, Том и Джерри спасаются из пламени. Хелен затем решает усыновить Джерри и остаться в Браши Гэп.

## В ролях
- Джанет Макдональд — Хелен Лорфилд Винтер
- Ллойд Нолан — Томас И. Чандлер
- Клод Джарман — Джерри
- Льюис Стоун — Артур Нортон
- Перси Килбрайд — г-н Вилли Б. Виллигуд
- Николас Джой — Виктор Алворд
- Маргарет Хэмилтон — миссис Голайтли
- Хоуп Ландин — г-жа Поп

## Производство
Эпизоды фильма были сняты в Гленвуд, штат Калифорния, и ненужные вещи из фильма были использованы для создания самого современного почтового отделения города.

## DVD-релиз
27 ноября 2012, фильм был выпущен на DVD  Архивом Уорнера .